# Aleksej Goganov
Aleksej Konstantinovič Goganov, noto nei paesi occidentali come Aleksey Goganov (in russo Алексей Константинович Гоганов?; Leningrado, 26 luglio 1991), è uno scacchista russo.
Ha ottenuto il titolo di Grande maestro nel 2013. Nello stesso anno si è classificato terzo a pari merito nella semifinale del campionato russo assoluto, qualificandosi per la finale, dove è giunto ottavo.
Nel 2015, partecipa alla Coppa del Mondo di Baku, in cui è stato eliminato al primo turno da Péter Lékó.
Nel 2016 vince il campionato di San Pietroburgo.
Nel 2018 con la squadra del Miedny Vsadnik (di San Pietroburgo) vince in ottobre a Porto Carras la Coppa Europa per Club .